# Сукристов В'ячеслав Васильович
В'ячеслав Васильович Сукристов (рос. Вячеслав Васильевич Сукристов, лит. Viačeslavas Sukristovas, нар. 1 січня 1961, Вільнюс) — радянський та литовський футболіст, що грав на позиції півзахисника. По завершенні ігрової кар'єри — тренер. Найбільш відомий за виступами у вільнюському «Жальгірісі», у складі якого ставав призером першості СРСР, а також у складі збірної СРСР, у складі якої був на чемпіонаті Європи 1988 року, де радянська збірна здобула срібні медалі, після 1990 року грав у складі національної збірної Литви.

## Клубна кар'єра
В'ячеслав Сукристов народився у Вільнюсі, та розпочав займатися футболом у школі місцевого «Жальгіріса», по закінченні школи грав у місцевих юнацьких командах, грав також у юнацькій збірній Литовської РСР. У 18-річному віці, незважаючи на запрошення мінського «Динамо», Сукристов вирішив піти на службу до Збройних сил СРСР, і три роки відслужив на Чорноморськом флоті. Після повернення зі служби він невдовзі отримав запрошення до вільнюського «Жальгіріса», в якому дебютував у 1984 році вже у вищій радянській лізі. З наступного року Сукристов став гравцем основного складу команди, а в 1987 році став у складі вільнюської команди бронзовим призером чемпіонату СРСР. Загалом у вищій лізі В'ячеслав Сукристов зіграв 140 матчів.
На початку 1990 року клуби Литви та Грузії після проголошення незалежності своїх країн вирішили покинути першість СРСР, та розігрувати власні чемпіонати, у зв'язку з чим «Жальгіріс» після першого туру чемпіонату СРСР знявся з турніру, та розпочав виступи у новосформованій Балтійській лізі. Сукристов вирішив продовжити виступи у першості СРСР, та став гравцем команди першої ліги СРСР «Локомотив» з Москви, утім уже в кінці року став гравцем ізраїльського клубу «Бейтар» (Тель-Авів), за який грав протягом двох років. Утім клуб вирішив розірвати контракт із Сукристовим, оскільки не хотів відпускати його до збірної Литви, і на короткий час футболіст повернувся до «Жальгіріса», який грав уже в чемпіонаті Литви. За короткий час Сукристов вирішив повернутись до ізраїльського чемпіонату, та в 1992 році став гравцем клубу «Маккабі» (Нетанья). Пізніше до 1997 року футболіст грав за низку інших ізраїльських клубів, зокрема «Маккабі» (Герцлія), «Хакоах», «Хапоель» (Хайфа) та «Бней-Єгуда».
У 1997 році В'ячеслав Сукристов повернувся до «Жальгіріса», у складі якої зіграв один сезон, після чого завершив виступи на футбольних полях.

## Виступи за збірні
У 1987 році В'ячеслав Сукристов разом із іншими футболістами «Жальгіріса» грав у складі студентської збірної СРСР на Літній Універсіаді 1987 року в Загребі, де став переможцем турніру.
23 березня 1988 року В'ячеслав Сукристов дебютував у складі збірної СРСР в товариському матчі зі збірною Греції. У цьому ж році його включили до складу збірної для участі в чемпіонаті Європи 1988 року, де радянська команда здобула «срібло», щоправда на самому чемпіонаті Сукристов на поле не виходив. Протягом року футболіст зіграв у складі збірної 4 товариських матчі, після чого до складу збірної СРСР не залучався. В'ячеслав Сукристов також був кандидатом до олімпійської збірної СРСР на Олімпійських ігор 1988 року у Сеулі, проте у зв'язку з травмою він не зумів взяти участь в Олімпіаді.
Після виходу литовської футбольної федерації зі складу союзної на початку 1990 року В'ячеслав Сукристов розпочав виступи у складі відновленої національної збірної Литви. У складі литовської збірної він дебютував у першому її матчі 27 травня 1990 року проти збірної Грузії. У складі збірної грав до 1997 року, зіграв у її складі 26 матчів, та відзначився 2 забитими м'ячами.

## Кар'єра тренера
У 2000 році В'ячеслав Сукристов очолив команду «Полонія» (Вільнюс). У 2005 році Сукристов очолив тренерський штаб свого колишнього клубу «Жальгіріс», а з наступного року тривалий час працював у тренерському штабі вільнюської команди.

## Титули і досягнення
- Віце-чемпіон Європи: 1988
- Чемпіон Універсіади (1):

Збірна СРСР: 1987
- Бронзовий призер чемпіонату СРСР (1):

«Жальгіріс»: 1987